# 토큰 버스 네트워크

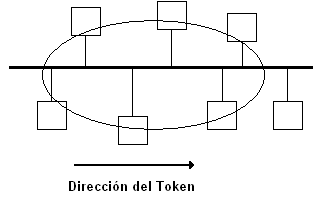
토큰 버스 네트워크를 지나가는 토큰

토큰 버스 네트워크(Token Bus Network)는 동축 케이블에 '가상의 고리(링)'에 토큰링 프로토콜을 구현한 네트워크이다.

## 같이 보기
- 토큰 링
- IEEE 802
- 네트워크 토폴로지
- 버스 네트워크